# División Intermedia (Callao)
La División Intermedia del Callao, fue la segunda categoría del fútbol del Callao, debajo de la Liga Provincial de Fútbol del Callao. Se fundó el 1 de abril de 1932 y se mantuvo vigente hasta 1940.

## Historia
La División Intermedia del Callao, se funda el 1 de abril de 1932. Al igual que Liga Provincial de Fútbol del Callao. Sin embargo era un categoría inferior a esta. La División Intermedia del Callao, se crea con la mayoría de equipos de Chalacos que se separaron del campeonato organizado por la FPF, formando un campeonato independiente al inicio y luego que se reincorpora. El campeonato chalaco, disponía de una primera división, división intermedia, segunda división y tercera división. 
No obstante, en 1936, la Liga Provincial de Fútbol del Callao, pasa a ser una categoría inferior a la División de Honor. Por lo que las divisiones intermedias del Callo y de Lima pasaran desempeñar el papel de tercera categoría. Ese mismo año, se fusiona con su contraparte limeña para formar la Primera División Unificada de Lima y Callao 1936 que otorgaba dos cupos a la División de Honor.
Entre los años 1937 al 1940, los campeones de ambas ligas provinciales competían por el ascenso a la máxima división. Para la temporada de 1941, se fusiona con la División Intermedia de Lima, formando el campeonato de la Segunda División Regional de Lima y Callao, en el cual se mantuvo hasta 1950.

## Estructura
La estructura del fútbol chalaco, se planteó de la siguiente forma:
- Liga Provincial de Fútbol del Callao, Primera Categoría
- División Intermedia (Callao), Segunda Categoría
- Segunda División Provincial del Callao ó Segunda Amateur, Tercera Categoría
- Tercera División Provincial del Callao ó Tercera Amateur, Cuarta Categoría

A su vez, todas estaban debajo en jerarquía, con la aparición de la división de honor.

## Palmarés

### Como segunda categoría
| Año  | Campeón             | Subcampeón           |
| ---- | ------------------- | -------------------- |
| 1932 | Federico Fernandini | Jorge Chávez         |
| 1933 | Atlético Excelsior  | White Star           |
| 1934 | Porteño             | Progresista Apurímac |

### Como tercera categoría
| Año  | Campeón                                         | Subcampeón                                      |
| ---- | ----------------------------------------------- | ----------------------------------------------- |
| 1935 | Progresista Apurímac                            | White Star                                      |
| 1936 | Unión Estrella                                  | Social San Carlos                               |
| 1937 | Sportivo Palermo                                | KDT Nacional                                    |
| 1938 | Scuola Deportiva Italia                         | Sporting Bellavista                             |
| 1939 | No concluyó por falta de escenarios deportivos. | No concluyó por falta de escenarios deportivos. |
| 1940 | Santiago Rossell                                | Alianza Tucumán                                 |

## Nota
- Cuando se reestablece la Liga Provincial del Callao en 1951 al 1974, la División Intermedia es eliminada y reemplazada por la Segunda División Provincial del Callao, como segunda categoría y  la Tercera División Provincial del Callao, como tercera categoría.